# Magomed Bibulatov
Magomed Khasanovich Bibulatov (em russo:  Магомед Хасанович Бибулатов) (Grózni, 22 de agosto de 1988) é um lutador invicto de artes marciais mistas (MMA) da Rússia, descendente de chechenos. Ele compete na divisão peso-mosca, no Ultimate Fighting Championship.
Ele é ex-Campeão Peso-Mosca do World Series of Fighting (WSOF), e já competiu no World Fighting Championship Akhmat.

## Carreira no MMA

### Background
Bibulatov nasceu e cresceu em Achkhoy-Martan, na Chechênia, Rússia, em 22 de agosto de 1988. Ele começou a treinar karate aos 6 anos de idade. Após o ensino médio, ele se mudou para a França, e passou a treinar na Gladiator Fight Club. Quando ele formou uma série de cinco vitórias em organizações de MMA da Europa, ele voltou para a Rússia e começou a treinar na Fight Club Akhmat, com a ajuda de Ramzan Kadyrov.
Ele foi quatro vezes campeão mundial em kick-jitsu, duas vezes campeão mundial e cinco vezes campeão russo em JUKADO, e quatro vezes campeão mundial em Kenpō.

### Início da carreira

#### 2013
Bibulatov iniciou sua carreira no MMA em 2013. Sua primeira luta foi contra Mohamed Sadok, no Grand European Fighting Championship (GEFC), estreando com vitória. Após isso, ele assinou com a organização World Ultimate Full Contact (WUFC), de Portugal, fazendo 3 lutas em 2013, vencendo todas elas. Retornou ao GEFC, na França e, novamente, saiu vitorioso.

#### 2014
Bibulatov assinou com o Absolute Championship Berkut (ACB) e com o World Full Contact Association (WFCA), e foi dominante em todas as lutas que fez nas organizações.

### World Series of Fighting
Bibulatov enfrentou Donavon Frelow, pelo cinturão peso-mosca vago, em 7 de outubro de 2015, no WSOF 24. Ele ganhou a luta por decisão unânime após 5 rounds, e se tornou o primeiro campeão peso-mosca da história do WSOF. 

#### 2016
World Fighting Championships of Akhmat (WFCA)
Depois de ganhar o cinturão no WSOF, Bibulatov voltou à Chechênia, em 2016, competindo no World Fighting Championships of Akhmat (WFCA), contra os brasileiros Irmerson Oliveira e Giovanni da Silva Santos Jr., e contra Yunus Evev, da Inguchétia. Ele teve sucesso nas 3 lutas e saiu vitorioso em todas elas. 

### Ultimate Fighting Championship
2017
Bibulatov assinou um contrato de quatro lutas com o UFC, em janeiro de 2017. Antes de se juntar ao UFC, Bibulatov acumulou um cartel de 13-0, incluindo uma vitória contra o futuro lutador do UFC, Taylor Lapilus.
Bibulatov fez sua estreia na promoção em 8 de abril de 2017, no UFC 210, contra Jenel Lausa. Ele ganhou a luta por decisão unânime, com um triplo 29-26 dos juízes. 

## Vida pessoal
Bibulatov considera o líder da República da Chechena, Ramzan Kadyrov, seu herói. Bibulatov foi um dos primeiros lutadores chechenos a ser patrocinado por Kadyrov, e este fez campanha para Bibulatov na luta pelo cinturão peso-mosca do WSOF, divulgando Bibulatov nas redes sociais.
Kadyrov afirmou, em uma conferência de imprensa televisionada, em janeiro de 2017, quando Bibulatov assinou o contrato do UFC, que ele havia dado a Bibulatov o novo apelido de "Chaborz", que significa "urso lobo". Bibulatov era, anteriormente, conhecido como "Gladiator".

## Campeonatos e Realizações

### MMA
- World Series of Fighting
  - Campeão Peso-Mosca do WSOF (uma vez)[18]
- World Fighting Championship Akhmat
  - Campeão Peso-Mosca do WFCA (uma vez)
- Absolute Championship Berkut
  - Vencedor do GP de Galos do ACB
- Kick-Jitsu
  - Campeão Mundial (quatro vezes)
- JUKADO
  - Campeão Mundial (duas vezes)
  - Campeão Russo (cinco vezes)
- Kenpo
  - Campeão Mundial (quatro vezes)

## Cartel no MMA
| Cartel no MMA   |             |           |
| 15 lutas        | 14 vitórias | 1 derrota |
| Por nocaute     | 2           | 0         |
| Por finalização | 5           | 0         |
| Por decisão     | 7           | 1         |

| Res.    | Cartel | Oponente                       | Método                       | Evento                                 | Data       | Round | Tempo | Local                     | Notas                                                                                           |
| ------- | ------ | ------------------------------ | ---------------------------- | -------------------------------------- | ---------- | ----- | ----- | ------------------------- | ----------------------------------------------------------------------------------------------- |
| Derrota | 14-2   | Rogério Bontorin               | Decisão (dividida)           | UFC Fight Night: Assunção vs Moraes II | 02/02/2019 | 3     | 5:00  | Fortaleza                 | Luta em Peso Casado (127lbs); Bibulatov não bateu o peso.                                       |
| Derrota | 14-1   | John Moraga                    | Nocaute (soco)               | UFC 216: Ferguson vs. Lee              | 07/10/2017 | 1     | 1:38  | Las Vegas, Nevada         |                                                                                                 |
| Vitória | 14-0   | Jenel Lausa                    | Decisão (unânime)            | UFC 210: Cormier vs. Johnson II        | 08/04/2017 | 3     | 5:00  | Buffalo, New York         | Bibulatov teve um ponto deduzido no 2° round devido a um golpe ilegal na virilha do adversário. |
| Vitória | 13-0   | Yunus Evleov                   | Finalização (mata leão)      | WCFA 30                                | 04/10/2016 | 2     | 0:40  | Grozny                    |                                                                                                 |
| Vitória | 12-0   | Giovanni da Silva              | Nocaute Técnico (socos)      | WCFA 22                                | 22/05/2016 | 1     | 0:00  | Grozny                    |                                                                                                 |
| Vitória | 11-0   | Irmeson Cavalcante de Oliveira | Decisão (unânime)            | WCFA 16                                | 12/03/2016 | 3     | 5:00  | Grozny                    |                                                                                                 |
| Vitória | 10-0   | Donavon Frelow                 | Decisão (unânime)            | WSOF 24                                | 07/10/2015 | 5     | 5:00  | Mashantucket, Connecticut | Estreia no peso-mosca; Ganhou o Cinturão Peso-Mosca Inaugural do WSOF.                          |
| Vitória | 9-0    | Eduardo Felipe                 | Nocaute (soco)               | WFCA 1                                 | 14/03/2015 | 1     | 1:30  | Grozny                    |                                                                                                 |
| Vitória | 8-0    | Olivier Pastor                 | Decisão (unânime)            | ACB 10                                 | 04/10/2014 | 3     | 5:00  | Grozny                    |                                                                                                 |
| Vitória | 7-0    | Said Nurmagomedov              | Decisão (unânime)            | Grand Prix Berkut 9                    | 22/06/2014 | 3     | 5:00  | Grozny                    | Ganhou o GP de Galos do ACB.                                                                    |
| Vitória | 6-0    | Shamil Shakhbiev               | Finalização (chave de braço) | Grand Prix Berkut 7                    | 18/05/2014 | 1     | 0:50  | Grozny                    |                                                                                                 |
| Vitória | 5-0    | Taylor Lapilus                 | Decisão (unânime)            | GEFC - Urban Legend Prestige 4         | 12/10/2013 | 3     | 5:00  | Villepinte                |                                                                                                 |
| Vitória | 4-0    | Oscar Nave                     | Decisão (unânime)            | WUFC-2013                              | 24/08/2013 | 2     | 5:00  | Lamego                    |                                                                                                 |
| Vitória | 3-0    | Mickael Kanguichev             | Finalização (chave de braço) | WUFC-2013                              | 24/08/2013 | 1     | 3:37  | Lamego                    |                                                                                                 |
| Vitória | 2-0    | Magomedrasul Omarov            | Finalização (triângulo)      | WUFC-2013                              | 24/08/2013 | 1     | 3:08  | Lamego                    |                                                                                                 |
| Vitória | 1-0    | Mohamed Sadok                  | Finalização (chave de braço) | Urban Legend Prestige 4                | 08/06/2013 | 1     | 3:36  | Villepinte                |                                                                                                 |